# Trotteur
Pour les articles homonymes, voir Trotteur (homonymie).

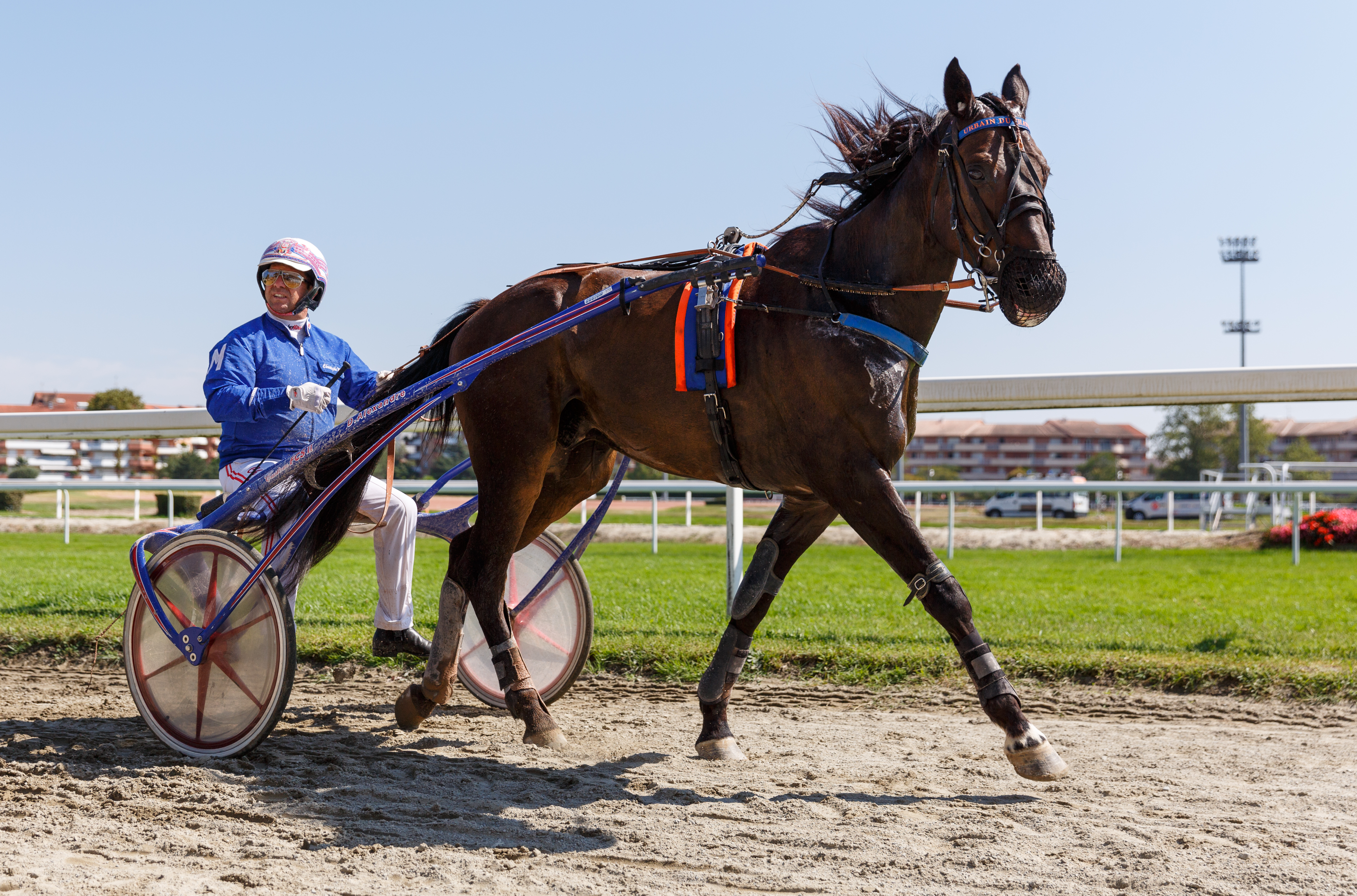
Trotteur attelé à l'hippodrome de Toulouse.

Un trotteur est un cheval élevé pour disputer des courses au trot. Il existe plusieurs races de trotteurs dans le monde, chacune ayant des caractéristiques et une histoire propres, résultat du développement des courses de trot dans le pays dont elle est originaire.

## Histoire
L'histoire du trotteur est directement liée au développement et au succès des courses de trot. Pour satisfaire un public de plus en plus nombreux, des chevaux sont sélectionnés sur plusieurs générations pour leur aptitude à la discipline. Cet élevage sélectif mène à la création de plusieurs races de trotteurs dans le monde.
Les premières courses de trot voient le jour au XVIIe siècle dans les pays du Nord, en Hollande et au Danemark notamment . L'objectif de ces courses est alors de couvrir uniquement au trot une distance déterminée dans un temps limité.
Les courses de trot se sont développées dès le XVIIIe siècle en Italie, aux Pays-Bas et en Russie comme prolongement de l'utilisation des chevaux « carrossiers ». L'Angleterre, disposant pourtant d'une race de trotteur particulière, le trotteur Norfolk, ne s'intéresse pas à ce type de course.
En France, les premières courses de trot apparaissent au début du XIXe siècle. Elles se courent en Bretagne dans un premier temps, puis dans l'Est de la France. Le premier meeting de trot attelé a lieu les 25 et 26 septembre 1836 sur la grève de Cherbourg. Éphrem Houël, alors jeune officier des Haras nationaux, est à l'initiative de ce projet, offrant ainsi un débouché pour les éleveurs de montures normandes,. Ce sont ensuite des années de sélection et de croisements qui donnent naissance au trotteur français. Dans le reste du monde, les courses de trot se propagent également. Ces courses sont ainsi rapidement un succès aux États-Unis. Le trotteur américain, appelé également standardbred, est particulièrement exporté. On le retrouve ainsi en Australie et en Nouvelle-Zélande où les courses de trot sont fort appréciées. Mais il est également utilisé en croisement et participe à l'évolution de plusieurs races comme le trotteur français et le trotteur russe.

## Races

### Races à sang chaud
| Visuel | Nom                | Pays d'origine | Année de création du stud-book | Association nationale de la race                | Description |
| ------ | ------------------ | -------------- | ------------------------------ | ----------------------------------------------- | --- |
|        | Trotteur français  | France         | 1922                           |                                                 | Entre 1,60 m à 1,70 m au garrot. Il peut porter un cavalier pesant jusqu'à 75 kg sur des distances allant de 1609 à 4150m. Il est le seul trotteur au monde à pouvoir courir aussi bien à l'attelé qu'au monté. Rapide, caractère facile, résistant. Il peut courir de ses deux ans à 10 ans. Principalement bai ou alezan. |
|        | Trotteur américain | États-Unis     | 1879                           | National Association of Trotting Horse Breeders | Entre 1,52 m à 1,62 m au garrot. Plus lourd et plus charpenté que le Pur-sang, il possède des jambes solides, des épaules et une arrière main puissantes. |
|        | Trotteur d'Orlov   | Russie         |                                |                                                 | Entre 1,53 m à 1,72 m au garrot. Son profil est noble avec sa petite tête et ses oreilles caractéristiques. L'épaule est droite et l'arrière-main puissante. |
|        | Trotteur italien   | Italie         | 1896                           |                                                 | De petite taille, sa morphologie est proche de celle du trotteur américain. |
|        | Trotteur russe     | Russie         | 1950                           |                                                 | Entre 1,60 m à 1,63 m au garrot. Né du croisement entre le trotteur américain et le trotteur d'Orlov, il est plus rapide que ce dernier, mais ne possède pas son raffinement et ses qualités. |

### Races à sang froid
| Visuel | Nom             | Pays d'origine | Année de création du stud-book | Association nationale de la race | Description |
| ------ | --------------- | -------------- | ------------------------------ | -------------------------------- | --- |
|        | Trotteur Dole   | Norvège        |                                |                                  | Entre 1,40 m à 1,60 m au garrot. Cheval de trait léger, il est puissant et robuste. |
|        | Finlandais      | Finlande       | 1907                           | Suomen Hippos                    | Entre 1,50 m à 1,70 m au garrot. Universel, un type trotteur a été développé au sein de la race. C'est un cheval léger mais musclé, son corps et ses membres étant relativement longs.          |
|        | Suédois du Nord | Suède          |                                |                                  | Entre 1,50 m à 1,52 m au garrot. Également cheval universel, un type trotteur est élevé pour le trot attelé. En dépit de sa taille, il est très solide et possède un trot allongé et énergique. |

## Caractéristiques
Même si les races diffèrent, on peut cependant retenir quelques caractéristiques communes aux trotteurs. Le trotteur est un cheval longiligne solide. D'apparence robuste, il est rustique, endurant et beaucoup moins élégant qu'un galopeur. Si ses capacités au trot ne sont pas forcément apparentes au niveau du physique, la qualité des aplombs et la bonne direction des jarrets sont indispensables à la pratique de la discipline. Il doit également posséder un excellent système respiratoire et circulatoire.
Sa taille est généralement autour de 1,60 m au garrot. L'épaule est longue et plutôt droite. Ses membres sont puissants et musclés. De par sa discipline, ses allures sont rasantes. Enfin, c'est généralement un cheval courageux et concentré.

## Courses de trot
On distingue deux types de courses : le trot attelé dans lequel le driver s'installe dans un sulky et le trot monté dans lequel le jockey se met en selle. Les courses de trot monté sont moins répandues que les courses de trot attelé. Elles se courent en France et dans les pays scandinaves.
Pour participer à une course, tout trotteur doit satisfaire à une épreuve de qualification, c'est-à-dire accomplir un parcours un temps donné sur une distance de 2000 mètres, et ce suivant son âge. Ces épreuves participent à la sélection de la race. Le trotteur a une carrière de compétition assez longue. Elle peut commencer dès l'âge de 2 ans pour se terminer à l'âge de 10 ans et le cheval participe en général une dizaine de courses par an au minimum, ce qui bien souvent permet au public de les connaitre ; ce qui est à l'origine de leur notoriété, à contrario des galopeurs, à la carrière plus courte et aux apparitions en compétition plus rares.
En France, on distingue plusieurs types de courses en fonction des conditions d'admission des participants : les courses de trot nationales ne sont ouvertes qu'aux seuls trotteurs français nés et élevés en France; les courses de trot européennes sont ouvertes à tous les trotteurs d'un pays de l'Union européenne nés dans ces pays; les courses de trot internationales sont ouvertes à tous les trotteurs; et enfin les autres courses de trot sont ouvertes aux trotteurs français nés et élevés dans un pays de l'Union européenne. Les deux plus grandes courses de trot attelé dans le monde sont le Prix d'Amérique en France et l'Elitloppet en Suède. C'est dans le Prix d'Amérique, qui a lieu chaque année le dernier dimanche de janvier, que se sont illustrés des champions comme Ourasi, Uranie, Général du Pommeau, Jag de Bellouet, Tenor de Baune, Ready Cash, Roquépine, Une de Mai (cette dernière est surnommée la reine sans couronne, en effet malgré son talent elle ne put jamais décrocher ce prix d'Amérique, devancée notamment par le grand Tidalium Pelo). Cette course est préparée par une série d'épreuves, durant le meeting hivernal, appelée les 4 B : Prix de Bretagne, Prix de Bourgogne, Prix du Bourbonnais et le Prix de Belgique. Les autres courses de groupe 1 au trot attelé sont le Prix de France, le Prix de Paris qui sont des revanches au Prix d'Amérique courant février ; mais également les critériums qui sacrent le meilleur trotteur de chaque promotion dans les âges de 3, 4 et 5 ans.
Au trot monté, le meilleur trotteur est sacré en France dans le Prix de Cornulier.
Les plus grandes compétitions de trot en France se disputent sur l'hippodrome de Vincennes, il y a également des hippodromes qui accueillent des courses de qualité tels que Enghien-Soisy (prix de l'Atlantique, prix de Londres, prix de Buenos-Aires), Caen-La Prairie (prix des Ducs de Normandie, Saint-Léger des Trotteurs), ou encore Cagnes-sur-mer-Côte d'Azur (critérium de vitesse).